# Federal-Mogul Bimet
Federal-Mogul Bimet SA – polski producent łożysk ślizgowych dla przemysłu samochodowego i motoryzacyjnego z siedzibą w Gdańsku.

## Historia
Powstanie Wytwórni Łożysk Ślizgowych nastąpiło w 1945 roku w wyniku zarządzenia Ministra Przemysłu z dnia 21 sierpnia, jako Państwowa Fabryka Panewek. Siedzibą zakładu stały się ocalałe po wojnie pomieszczenia warsztatowe zlokalizowane przy ul. Waryńskiego.
Zarządzeniem Ministra Transportu Drogowego i Lotniczego z dnia 23 czerwca 1951 roku zakład zmienił nazwę na Gdańską Wytwórnię Części Samochodowych i został przekazany organizacyjnie Centralnemu Zarządowi Sprzętu Samochodowego. W 1961 rozpoczęto produkcję cienkościennych łożysk ślizgowych z taśm bimetalowych. W 1963 roku rozpoczęto produkcję taśm bimetalowych opartych o stop SnPb. W 1965 roku wprowadzono technologię Glacier. W 1968 roku nastąpił start produkcji taśmy bimetalowej stal/brąz spiekany. W 1978 roku wprowadzono technologię Vandervell. W 1983 roku nastąpił start produkcji taśmy stal/brąz lany.
W kwietniu 1992 roku Przedsiębiorstwo Państwowe Wytwórnia Łożysk Ślizgowych „PZL-Bimet” stało się spółką akcyjną skarbu państwa. 5 grudnia 1994 r., za 55 miliardów zł, spółka pracownicza Invest Bimet oraz Bank Gdański i Bank Zachodni we Wrocławiu nabyły łącznie 75 proc. udziałów od Skarbu Państwa. W 1998 roku akcje przedsiębiorstwa zostały sprzedane amerykańskiej firmie Federal-Mogul Corporation przez spółkę pracowniczą Invest Bimet, banki i pracowników. Obecnie funkcjonuje jako Federal-Mogul Bimet SA.

## Produkty
Bimet wytwarza łożyska w postaci półpanewek, tulei zwijanych, pierścieni oraz półpierścieni oporowych i różnego rodzaju segmentów ślizgowych z taśm bimetalowych, z możliwością nakładania dodatkowych warstw ślizgowych. Stosowane są w silnikach gaźnikowych, wysokoprężnych, sprężarkach, pompach olejowych, ciągnikach rolniczych, samochodach osobowych i ciężarowych, maszynach budowlanych i rolniczych, przekładniach i wielu innych urządzeniach technicznych. W okresie PRL-u głównymi odbiorcami zagranicznymi zakładu były Węgry (Ikarus) i Bułgaria.